# Hilary Rosen

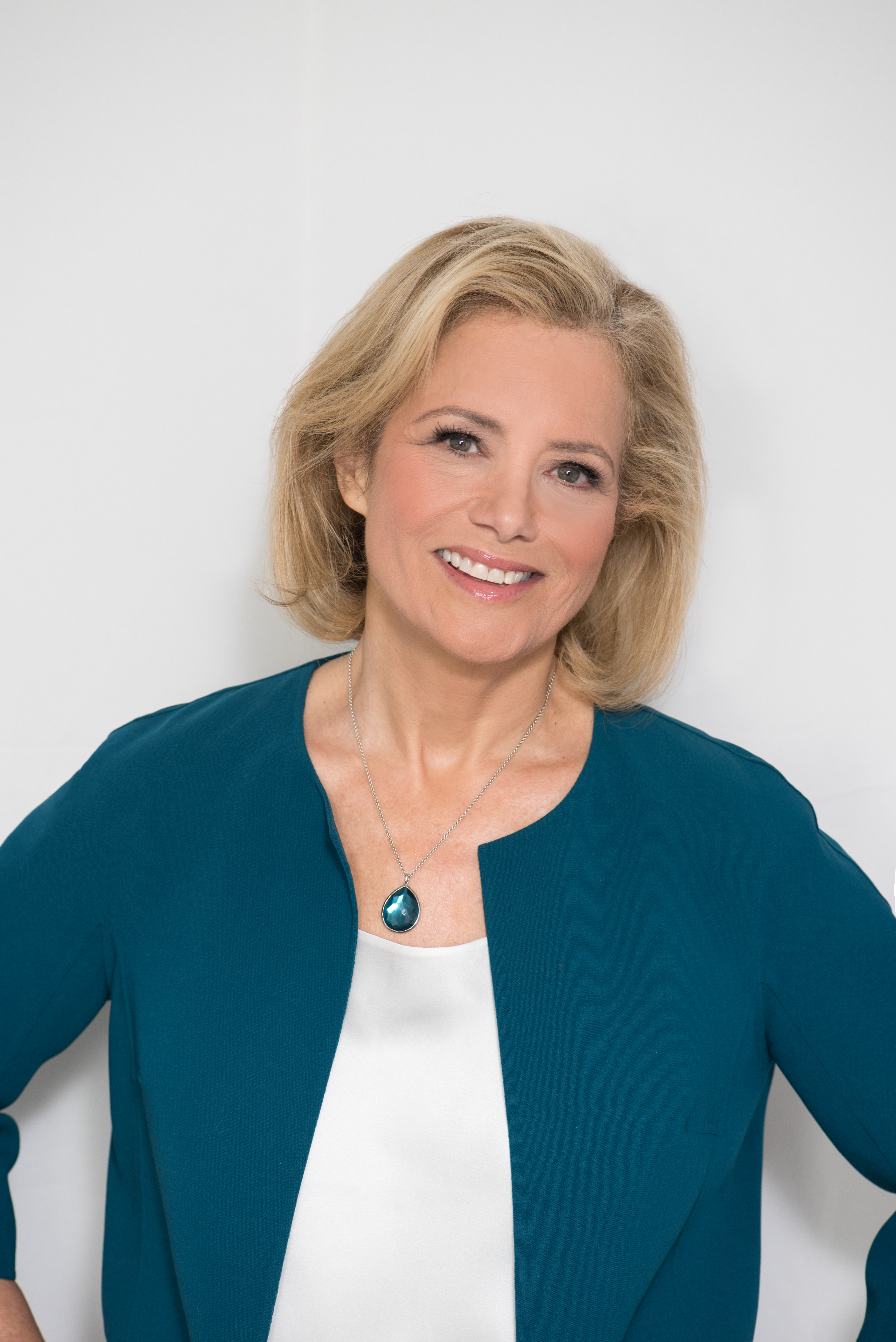
Hilary Rosen
(2016)

Hilary Rosen, född 1958 i West Orange i New Jersey, är en amerikansk lobbyist. Hon var verkställande direktör för Recording Industry Association of America 1998–2003. Efter förlisningen av Deepwater Horizon arbetade hon som konsult för BP med uppdraget att hjälpa företaget hantera PR-krisen som uppstod efter oljeutsläppet i Mexikanska golfen 2010.